# 이글 아이
《이글 아이》(영어: Eagle Eye)는 2008년 개봉한 미국의 액션 스릴러 영화이다.

## 줄거리
평범한 청년 제리(샤이아 러버프 분)의 통장에 의문의 75만 달러가 입금 된다. 집에는 각종 무기와 자신의 이름으로 된 여러 개의 여권들이 배달되어있다. 그리고 걸려온 전화의 차가운 목소리는 "30초 후, FBI가 닥칠 테니, 도망갈 것"을 명령한다.
결국 테러리스트로 몰리게 된 제리는 FBI의 추격전에서, 아들의 목숨을 담보로 전화 지시에 따르고 있는, 같은 처지의 레이철(미셸 모너핸 분)을 만나게 되고, 이 둘은 거대한 사건 속으로 빠져들게 된다. 핸드폰, 현금지급기, 거리의 CCTV, 교통안내 LED사인보드, 신호등 등 그들 주변의 전자장치와 시스템이 그들의 행동을 조종한다.
그들은 선택되었고, 살기 위해선 복종해야 한다. 과연 그것의 정체는 무엇인가? 왜 그들은 선택되었는가? 2008년 10월, 전혀 새로운 초특급 액션 스릴러의 역사가 시작된다.

## 출연
- 샤이아 러버프 - 제리 쇼 역
- 미셸 모너핸 - 레이철 홀러먼 역
- 줄리앤 무어 - 아리아 (ARIIA) 역 (목소리)
- 로자리오 도슨 - 조이 퍼레즈 역
- 마이클 치클리스 - 조지 캘리스터 역
- 앤서니 매키 - 윌리엄 보먼 역
- 빌리 밥 손턴 - 톰 모건 역
- 이선 엠브리 - 토비 그랜트 역
- 앤서니 아지지 - 러님 컬리드 역
- 캐머런 보이스 - 샘 홀러먼 역
- 제리 퍼라라 - 제리의 친구 역 (크레디트 미기재)

## 기타 제작진
- 총괄 제작: 스티븐 스필버그

## 같이 보기
- 방위고등연구계획국